# Marolles-les-Braults
Marolles-les-Braults es una comuna nueva francesa situada en el departamento de Sarthe, de la región de Países del Loira.

## Historia
Fue creada el 1 de enero de 2019, en aplicación de una resolución del prefecto de Sarthe de 18 de septiembre de 2018 con la unión de las comunas de Dissé-sous-Ballon y Marolles-les-Braults, pasando a estar el ayuntamiento en la antigua comuna de Marolles-les-Braults.

## Demografía
Según los datos aportados en la resolución del prefecto de Sarthe, la comuna nueva se crea con 2236 habitantes.

## Composición
| Comuna fusionada     | Código INSEE | Población   | Superficie (km²) | Densidad (hab./km²) |
| -------------------- | ------------ | ----------- | ---------------- | ------------------- |
| Dissé-sous-Ballon    | 72116        | 139 (2014)  | 3.55             | 39                  |
| Marolles-les-Braults | 72189        | 2067 (2015) | 20.64            | 100                 |